# Ojnotros
Ojnotros (Οἴνωτρος) – jeden z pięćdziesięciu synów Likaona, zabity przez Zeusa za podanie mu do zjedzenia ciała dziecka podczas posiłku. Według Dionizjusza z Halikarnasu niezadowolony z nadziału ziemi otrzymanego w Grecji wywędrował wraz z bratem Peukrtiosem do Italii, gdzie dał początek ludowi Ojnotrów.